# Тиргартен
Тиргартен је бивша берлинска општина. Од 2001, постао је део проширене општине Мите. Пре немачког уједињења, био је део Западног Берлина.
У Тиргартену се налазе познате грађевине Рајхстага и канцеларија немачког канцелара, као и неколико амбасада. Бранденбуршка капија и Потсдамер Плац су смештени на источном делу Тиргартена, који је некада био на граници са Источним Берлином.
Тиргартен је добио име по тиргартенском парку, највећем берлинском парку.